# Hydriomena stylites
Hydriomena stylites är en fjärilsart som beskrevs av William Schaus 1922. Hydriomena stylites ingår i släktet Hydriomena och familjen mätare. Inga underarter finns listade i Catalogue of Life.